# Гејлсбург (Северна Дакота)
Гејлсбург (енгл. Galesburg) град је у америчкој савезној држави Северна Дакота.

## Демографија
По попису из 2010. године број становника је 108, што је 49 (-31,2%) становника мање него 2000. године.
| Група             | 2000.       | 2010.       |
| Белци             | 153 (97,5%) | 106 (98,1%) |
| Афроамериканци    | 0 (0,0%)    | 0 (0,0%)    |
| Азијати           | 0 (0,0%)    | 0 (0,0%)    |
| Хиспаноамериканци | 0 (0,0%)    | 0 (0,0%)    |
| Укупно            | 157         | 108         |